# Allotelium
Allotelium is een monotypisch geslacht van roesten uit de familie Raveneliaceae. Het bevat alleen Allotelium mirabile.